# Iwan Stepanowitsch Plotnikow
Iwan Stepanowitsch Plotnikow, russisch Иван Степанович Плотников, (* 4. Dezember 1878 in Tambow; † 31. Juli 1955 in Zagreb) war ein russischer Chemiker, der Lehrbücher über Photochemie verfasste.
In Deutschland veröffentlichte er auch als Johannes Plotnikow.

## Leben
Plotnikow studierte an der Lomonossow-Universität mit dem Diplom 1901 und wurde 1905 in Leipzig bei Wilhelm Ostwald promoviert (Reaktionsgeschwindigkeiten bei tiefen Temperaturen) und war in Leipzig bei Ostwald von 1901 bis 1906 als Assistent. Er war zunächst Laborassistent am Labor für organische und analytische Chemie von Nikolai Dmitrijewitsch Selinski an der Lomonossow-Universität. 1908 erhielt er seinen Magisterabschluss in Chemie. 1909 wurde er Privatdozent mit einem Kurs über experimentelle physikalische Chemie und 1910 lehrte er als Erster Photochemie an der Lomonossow-Universität, wo er auch 1913 das erste Labor für Photochemie in Russland einrichtete. Seine Magisterarbeit Kinetik photochemischer Reaktionen stieß auf Widerstand eines Teils der Professorenschaft (Iwan Alexejewitsch Kablukow), erhielt aber Unterstützung von Selinski, Ostwald und Paul Walden. 1912 stellte er seine spätere Habilitationsschrift (russische Doktorarbeit) vor (Untersuchungen photochemischer Phänomene) und wurde außerordentlicher Professor. Auch die Doktorarbeit stieß auf Widerstand von einigen Professoren (Kablukow). 1916 wurde er zwar ordentlicher Professor, aber 1917 entlassen. Er ging nach Berlin und leitete durch Vermittlung von Walther Nernst ab 1919 das photochemische Labor von Agfa. 1920 wurde er Professor an der Technischen Hochschule in Zagreb und gründete dort die chemische Abteilung. 1926 gründete er das Institut für Physik und Technologie der Universität Zagreb.
Er entwickelte neuartige Geräte für photochemische und thermochemische Messungen, die die photochemische Experimentiertechnik beförderten.
Plotnikow starb in Zagreb, wo er auch begraben ist.

## Schriften
- I. S. Plotnikow: Kinetik photochemischer Reaktionen, Moskau 1908 (Russisch)
- I. S. Plotnikov: Photochemie, Halle: W. Knapp 1910
- Johannes Plotnikow: Allgemeine Photochemie : Ein Hand- und Lehrbuch für Forschung, Praxis und Studium, Berlin: De Gruyter 1920
- Plotnikow: Grundriss der Photochemie in elementarer Darstellung, De Gruyter 1923
- Johannes Plotnikow: Photochemische Versuchstechnik, Leipzig: Akademische Verlagsgesellschaft 1912, 2. Auflage 1928
- Johannes Plotnikow: Kurzer Leitfaden der Photochemie : im Dienste der Medicin, ins besondere der Lichttherapie und Photophysiologie, Leipzig: Thieme 1928
- I. S. Plotnikov: Photochemische Arbeitsmethoden im Dienste der Biologie, in: Handbuch der biologischen Arbeitsmethoden, Berlin, Urban und Schwarzenberg 1930